# Cantone di Valencia
Il cantone di Valencia è un cantone dell'Ecuador che si trova nella provincia di Los Ríos.
Il capoluogo del cantone è Valencia.